# Pōniuāʻena
Pōniuāʻena (nom hawaïen signifiant « tourné jusqu'à ce qu'il brille »[réf. nécessaire]), aussi désigné J100758.264+211529.207 et abrégé en J1007+2115, est l'un des quasars les plus lointains à avoir été observé (août 2022). Son décalage vers le rouge est de 7,52, soit une distance de voyage de la lumière de 13,02 milliards d'années-lumière et une distance comobile de 29,3 milliards d'années-lumière. Ce quasar est le deuxième quasar le plus lointain à comporter un trou noir d'une masse supérieure à 1 milliard de masses solaires, juste après le quasar QSO J0313-1806. Il a été découvert début juin 2020 par une équipe d'astronomes hawaïens grâce au télescope Keck I de l'observatoire W. M. Keck, mais n'est révélé qu'en fin juin 2020. Les seules quasars plus distants connus sont ULAS J1342+0928 (z = 7,54) et QSO J0313-1806 (z = 7,64).

## Caractéristiques
Pōniuāʻena est un quasar qui date de l'époque de la réionisation. Lors de sa découverte, l'équipe de chercheurs réalise une spectroscopie en proche infrarouge. Cette spectroscopie révèle que le trou noir de 1,5 milliard de masses solaires est en phase de grossissement rapide et qu'il est entouré d'un disque d'accrétion très dense et riche en hydrogène neutre. Le disque d'accrétion produit un scintillement infrarouge et radio. Une autre spectroscopie est réalisée avec le grand réseau d'antennes millimétrique/submillimétrique de l'Atacama (en abrégé ALMA), qui révèle que la protogalaxie de Pōniuāʻena est en proie à une grande formation d'étoile : plus de ∼210 M⊙ seraient transformées en étoiles chaque année. Les modèles de grossissement des trous noirs prédisent qu'un tel trou noir ne devrait pas exister à ce moment précis. Si l'on utilise ces mêmes modèles, le trou noir se trouvant au centre de Pōniuāʻena devrait avoir une masse de 4 000 masses solaires. Les données de la spectroscopie de l'ALMA ont montré que le Pōniuāʻena est âgé d'environ 13,7 milliards d'années. Au vu de l'âge et de la masse du trou noir, il s'agirait d'un trou noir à effondrement direct.

## Source externe
- (en) J1007+2115&bibdisplay=none QSO J1007+2115 sur la base de données Simbad du Centre de données astronomiques de Strasbourg.